# Billabong

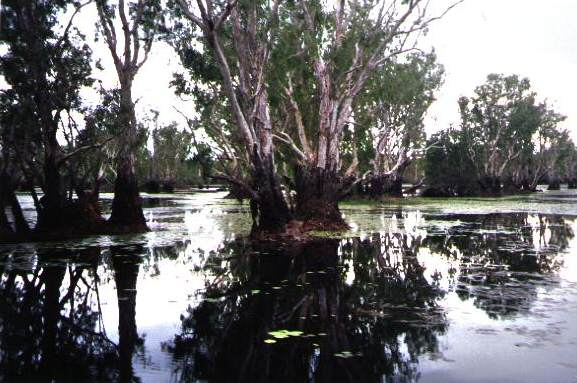
Yellow Waters Billabong im Northern Territory, Australien

Billabong ist ein in Australien verwendeter Begriff aus der Sprache der Aborigines für ein Gewässer, wie beispielsweise einen versickernden Flussarm oder ein Wasserloch in einem Flusslauf, das sich ähnlich einem Wadi in der Regenzeit mit Wasser füllt und während der Trockenzeit mehr oder minder stark austrocknet. Da ein Billabong meistens eine von nur wenigen Wasserquellen in der näheren Region ist und oft länger Wasser führt als der Wasserlauf selbst, wird dieser von Mensch und Tier gleichermaßen stark besucht.
Erwähnt wird das Billabong auch in Banjo Patersons bekanntem Volkslied Waltzing Matilda. Sowohl ein Brettspiel, bei dem es um die Umrundung eines Sees mit einem Känguru geht, als auch ein australisches Modeunternehmen sind nach dem Begriff benannt.